# Kedung Malang
Kedung Malang is een bestuurslaag in het regentschap Banyumas van de provincie Midden-Java, Indonesië. Kedung Malang telt 2422 inwoners (volkstelling 2010).